# Los Molles (San Luis)
Los Molles es una localidad ubicada en el Departamento Junín, en la provincia de San Luis, Argentina.
Se encuentra a 11 km de la ciudad de Merlo a través de la RP 1, cerca del límite con la provincia de Córdoba.

## Toponimia
Debe su nombre al molle, un género de árboles de la familia de las Anacardiaceae, que se extendía en gran cantidad particularmente en esta zona cubriendo desde las laderas de las Sierras Comechingones hasta el valle del Conlara.

## Historia

### Primeros años del pueblo
Los Molles comenzó como siendo un pequeño poblado de la provincia de San Luis fundado en 1763 debido al reconocimiento de la región por parte de marqués de Sobremonte. El pueblo corría bajo el poder del juez Francisco Gallardo, contando con apenas 20 familias y 16 huertos.

### Comienzo de la urbanización
El pueblo empezó su proceso de urbanización cuando en 1910 se funda la escuela nacional N.º 101, siendo remodelada y renombrada en 1952 llamándose esta vez escuela provincial N.º 237 Maestra Trinidad Chirino. Por 1910, en el pueblo existía solamente una cruz que clavó un sacerdote misionero a la que los pueblerinos acudían para rezar la Novena al Sagrado Corazón de Jesús, patrón del pueblo. Con el paso del tiempo, el pueblo se ve en la necesidad de construir una capilla y, el 18 de octubre de 1946,  Monseñor Tibiletti bencide la piedra fundamental para iniciar la obra. El municipio del pueblo fue creado el 23 de septiembre de 1964 y su primer intendente fue Doroteo Olmedo.

## Población
El censo anterior de 2010 contó con 732 habitantes (Indec, 2010), lo que representó un incremento del 47% frente a los 497 habitantes (Indec, 2001) del censo anterior.
Según el censo 2022 la población total de la Comisión municipal fue de 1506 personas. En tanto, el número de viviendas registradas fue de 682.

| Gráfica de evolución demográfica de Los Molles entre 1970 y 2022 |
|                                                                  |
| Fuente: Censos nacionales del INDEC                              |

## Economía
La actividad económica principal del pueblo es el Turismo Rural, aunque hay pequeños circuitos de locales y artesanos.